# 岡田怜志
岡田 怜志  (おかだ れいじ)は、日本の俳優、タレント、歌手。 演劇ユニット TEAM UPDATE所属。

## 人物
1994年1月5日生まれ。山羊座のA型。生まれも育ちも神奈川県横浜市。
だが母親の実家がある長野県飯山市をこよなく愛する。趣味は地図を見ること。
特技はギター。
高校の頃、
演劇ユニットTEAM NACSの舞台映像を見て舞台の面白さに触れたのと、
高校のクラスメイトとのお遊びでやっていた即興劇が友人達に好評で、
「あ、俺、俳優いけんじゃね？」と勘違いをし、
大学進学時に演劇部に入部。
2014年から芸能活動を開始。
始めは声優として活動を開始する。
理由は「不細工だから顔を出さない声優にしておこう」らしい。
しかし、声優業は一切する事なく、
以降、俳優業中心に活動するようになる。

## 出演作品

### 映画
- 「君と僕と夏の物語」〜KissBee Promotion Film〜（2016年9月）[2]

### バラエティ番組
- 超マジかよ（2017年10月 - 12月、チバテレビ） - 歩輪人 (フリンジ) のメンバーとしてレギュラー出演
- マジかよ（2018年4月 - 6月、チバテレビ）

### 舞台
- TAU Actors Promotion「広くてすてきな宇宙じゃないか」（2016年8月21日 - 24日、高田馬場ラビネスト）
- TAU Actors Promotion「銀河旋律」（2017年3月2日 - 6日＜全10公演＞、シアター風姿花伝）  - 主演:柿本光介 役
- ILLUMINUS Play Room Stage「竜の落とし子-リバイズ-」（2018年3月22日 - 25日＜全7公演＞、中板橋新生館スタジオ） - 主演:ハナ 役
- Filamentz 「Magnum Opus」(2019年2月6日 - 2月13日<全14公演うち7公演>、新宿シアター・ミラクル)
- Filamentz 「いざ、生徒総会」(2019年6月11日 - 6月17日<全12公演>、新宿シアター・ミラクル)
- アガリスクエンターテイメント「二十歳の集い」（2025年1月2日 - 6日、上野ストアハウス）[3]

### TEAM UPDATE
- 舞台 Ver1.0 旗揚げ公演 「下荒井兄弟のスプリング、ハズ、カム。」（2017年8月22日 - 23日＜全4公演＞、横浜ST spot） - 演出・出演
- 舞台 Ver1.5 番外公演 「FEVER〜眺め続けた展望の行方」（2019年5月25日 - 26日＜全3公演＞、横浜ST spot） - 演出・ダンス振付・出演